# Parexarnis laetifica
Parexarnis laetifica är en fjärilsart som beskrevs av Otto Staudinger 1889. Parexarnis laetifica ingår i släktet Parexarnis och familjen nattflyn. Inga underarter finns listade i Catalogue of Life.